# Apomeds
A Apomeds é uma farmácia online especializada na distribuição de medicamentos, produtos de saúde e no aviamento de receitas médicas privadas. Com sede em Emmen, nos Países Baixos, a empresa opera como farmácia licenciada na UE e certificada pela TÜV.

## Visão geral
A Apomeds foi fundada em 2020 sob a designação comercial Apomeds NL BV. A empresa oferece serviços de farmácia online, com foco em tratamentos direcionados ao estilo de vida e receitas médicas privadas.
A empresa fornece produtos e serviços na Alemanha, Suíça, Dinamarca, Suécia e Portugal. As encomendas são processadas e enviadas exclusivamente a partir da farmácia da empresa em Emmen, nos Países Baixos.
A Apomeds possui a certificação Trusted Shops Guarantee, com uma classificação de 5 estrelas ("Muito Bom"), e a certificação LegitScript. Além disso, recebeu o certificado Der Grüne Punkt, que confirma a conformidade com a Lei das Embalagens e normas ambientais.
A 13 de novembro de 2024, a Apomeds tornou-se membro da European Association of E-Pharmacies (EAEP).
A empresa segue as normas farmacêuticas dos Países Baixos, referidas como Nederlandse Apotheeknorm (NAN), e as diretrizes da KNMP para serviços farmacêuticos online.